# Eugénie Cotton

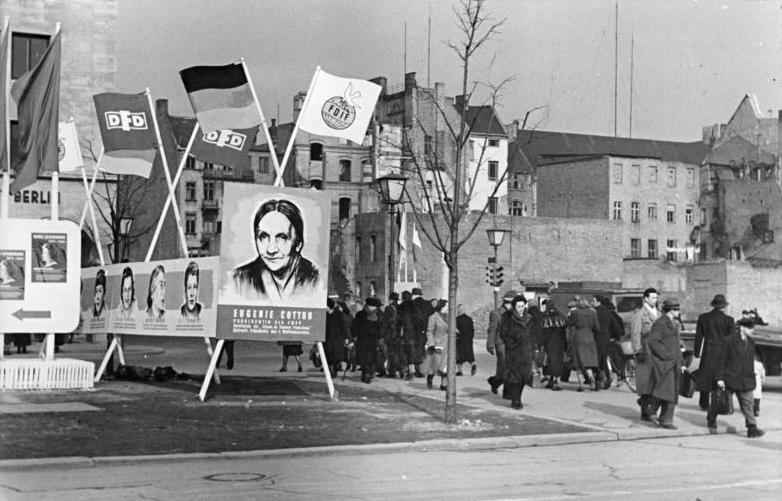
Berlino, Unter den Linden, Giornata internazionale della donna del 1951.

Eugénie Feytis Cotton (Soubise, 13 ottobre 1881 – Sèvres, 22 ottobre 1967) è stata una scienziata francese, nota esponente comunista.

## Carriera scientifica
Eugénie Feytis iniziò la carriera scientifica iscrivendosi all'Ecole Normale Superieure della sua città natale Sèvres, nel 1901, dove ebbe occasione di incontrare Pierre, Marie Curie e Paul Langevin. Laureatasi in Fisica nel 1904, iniziò l'attività di insegnante presso il collegio di Poitiers, per poi dirigere l'Ecole Normale Superieure de jeunes filles, dove sostenne, dal momento del suo insediamento e per lunghi anni, un'intensa attività scientifica.
Nel 1913 sposò Aimé Auguste Cotton, docente presso la Facoltà di Scienze di Parigi e l'Ecole Normale Superieure di Saint-Cloud, dal quale ebbe tre figli. Più tardi divenne direttrice dell'Ecole Nationale Supérieure di Sèvres.

## Impegno militante
Iscritta al Partito Comunista Francese, appoggiò rifugiati antifascisti e antinazisti tedeschi in Francia dal 1933 e, in seguito, anche gli spagnoli perseguitati da Franco. Durante la Seconda guerra mondiale, il Governo di Vichy nel 1944 la costrinse a lasciare la propria posizione all'Ecole Normale Superieure tramite pensionamento forzato. A sua volta il marito venne arrestato due volte dalla Gestapo.
Nel 1944 contribuì a fondare l'Union des femmes françaises e divenne presidente della Federazione Democratica Internazionale delle Donne al momento della sua istituzione, nel 1945. Fu inoltre Vice Presidente del Consiglio mondiale per la pace in cui ebbe sempre ruolo attivo fino alla morte. Fu infine insignita del Premio Lenin per la pace (all'epoca originariamente dedicato a Stalin) nel 1950.